# Evenkamp
Evenkamp ist eine Ortschaft der Stadt Löningen im niedersächsischen Landkreis Cloppenburg.
Der Ort liegt südwestlich der Kernstadt Löningen unweit der nördlich verlaufenden B 213. Südlich des Ortes fließt die Hase.